# Фортуни, Хосе Мануэль
Хосе Мануэль Фортуни Арана (исп. José Manuel Fortuny Arana; 22 мая 1916, Санта-Роса, Гватемала — 2005, Мехико) — гватемальский политик левого толка. Один из активных участников Гватемальской революции и руководителей радикального крыла Партией революционного действия, он выступил основателем Коммунистическая партия Гватемалы и её преемницы, Гватемальской партии труда, став важным коммунистическим лидером в Латинской Америке.
Он был хорошо известен своей дружбой с президентом Гватемалы Хакобо Арбенсом, в качестве советника правительства которого, просуществовавшего с 1951 по 1954 год, он принял участие в разработке земельной реформы. Арбенс был свергнут в результате переворота, организованного ЦРУ США в 1954 году, что привело Фортуни в изгнание вместе со многими его товарищами.

## Ранние годы
Хосе Мануэль Фортуни родился в семье среднего достатка в гватемальском департаменте Санта-Роса 22 мая 1916 года. Он был студентом юридического факультета Университета Сан-Карлос в Гватемале, но не окончил его. Прежде чем заняться политикой, он работал в компании Sterling, в британской дипломатической миссии, диктором и редактором радиовещательного Diario del Aire.

## Гватемальская революция

### Партийная политика
На рассвете Гватемальской революции, после падения диктатуры Хорхе Убико в 1944 году Фортуни был вице-президентом студенческой ассоциации. Он был членом Учредительного собрания 1945 года, проявив себя признанным народным трибуном. Он стал активистом Народного фронта, а когда в 1945 году тот объединился с Партией революционного действия (Partido Acción Revolucionaria), то возглавил радикальное крыло новой организации.
В 1946 году несколько радикальных деятелей в ПРД были назначены на важные руководящие посты внутри партии, в их числе и Фортуни, избранный генеральным секретарём. Год спустя Фортуни и другие молодые радикальные деятели основали внутри ПРД тайную фракцию «Демократический авангард».
В 1949 году, так и не преуспев в установлении полного контроля над ПРД, Фортуни основал Коммунистическую партию Гватемалы (Partido Comunista de Guatemala). В 1952 году эта партия объединилась с другой коммунистической фракцией во главе с Виктором Мануэлем Гутьерресом и образовала Гватемальскую партию труда. Фортуни был генеральным секретарём ГПТ до 1954 года.

### Правительство Арбенса
На протяжении трех лет правления президента Арбенса Фортуни оставался товарищем, соратником и советником главы государства с 1951 по 1954 год. Фортуни написал несколько речей для Арбенса и в качестве министра (секретаря) сельского хозяйства участвовал в разработке знаменательного законопроекта Арбенса об аграрной реформе. Вместе с Виктором Мануэлем Гутьерресом и Карлосом Мануэлем Пельсером они были главными лидерами Гватемальской партии труда, известными как «Три Мануэля», и имели определённое влияние на преобразования в социальных, трудовых и аграрных вопросах.
Однако, несмотря на свое положение в правительстве Арбенса, Фортуни так и не стал популярной фигурой и не приобрёл столько последователей, как Гутьеррес, а коммунистическая партия оставалась численно слабой. Фортуни, бывший депутатом с 1949 года, в 1952 году участвовал в выборах в Национальный Конгресс, но потерпел поражение. Его упрекали, что он ставит интересы коммунистического движения выше интересов гватемальского рабочего класса.
Последние мгновения революции Фортуни также пережил вместе с Арбенсом, когда тот объявил об отставке 27 июня 1954 года. В результате государственного переворота в Гватемале, спонсируемого США, им обоим, как и многим гватемальцам, пришлось спасать свои жизни, укрывшись на некоторое время в посольстве Мексики (в некоторых источниках указывалось посольство Аргентины). Через несколько месяцев они уехали в эту страну, отправившись в длительное изгнание.

## Изгнание и смерть
Из-за своего статуса видного коммуниста во время холодной войны он находился под наблюдением Центрального разведывательного управления. В политической эмиграции он прожил в Уругвае, Бразилии и на Кубе. Его мемуары, собранные гватемальским писателем Марко Антонио Флоресом, вышли книгой «Фортуни: Коммунист». В выводах своих воспоминаний он говорит, что его никогда не удивляло то, что произошло с Советским Союзом, поскольку с тех пор, как он впервые побывал в этой стране, он понял, что «там что-то не так». Фортуни умер в Мехико в возрасте 89 лет от сердечной недостаточности.